# Tibor Gánti
Tibor Gánti (10 de septiembre de 1933 – 15 de abril de 2009) fue un biólogo teórico y bioquímico húngaro, conocido por su modelo del quimiotón para definir la naturaleza mínima de vida. Enseñó bioquímica industrial en la Universidad de Eötvös, y biología teórica en la [ Universidad de Gödöllő], en la Universidad József Attila y en la Universidad de Eötvös.

## Educación y primeros años
Tibor Gánti trabajó como ayudante de laboratorio en el Laboratorio Bacteriológico de la Fábrica de Canned Food en Dunakeszi de 1951-1952. Posteriormente se trasladó al Instituto de Investigación Fotoquímica en Vác 1953-1954. De 1958 a 1965 fue jefe de laboratorio de levadura, en Yeast Factory, Budapest. Mientras tanto completo sus estudios para la obtención del Diploma en Ingeniería Química de la Universidad Técnica de Budapest en 1958, y el título de Doctor en Tecnología (PhD) en 1962. Entre 1965 y 1974 fue el jefe del Departamento de Bioquímica en REANAL Factory of Laboratory Chemicals en Budapest. La Academia Húngara de Ciencias le otorgó el doctorado en ciencias biológicas en 1980.

## Carrera académica
Gánti se incorporó en 1968 a la Universidad de Eötvös como conferenciante invitado de bioquímica industrial, permaneciendo hasta 1972. En 1974 se convirtió en conferenciante invitado de biología teórica en la Universidad de Gödöllô. Entre 1975 y 1979 enseñó biología teórica en la Universidad József Attila, Szeged. De 1978 a 1999 fue profesor invitado de biología teórica en la Universidad de Eötvös.

### Quimiotón
Gánti se convirtió en científico de vanguardia en 1971 gracias a su modelo del quimiotón. Según este modelo, la vida debe poseer necesariamente un subsistema autocatalítico, consistente de metabolismo y un proceso de replicación y una membrana que encierre estas funciones. Es posiblemente la contribución más destacada a la biología teórica para el entendimiento de los principios químicos básicos y del origen de la vida, pues proporciona un marco de unidades evolutivas.

## Carrera política
Gánti fundó la Alianza para la Protección de Naturaleza y Sociedad (TTVSZ, del húngaro Természet- és Társadalomvédők Szövetsége) que consiguió el 0,03 por ciento de los votos sin llegar a obtener representación parlamentaria en las elecciones de 1990. Fue candidato por la Alianza Democrática Nacional en las elecciones parlamentarias de 1994, sin llegar a obtener de nuevo representación parlamentaria.

## Premios
- 1982 Premio Herman Otto
- 1986 Premio MTESz
- 1989 Medalla Pro Natura

## Publicaciones
- Forradalom az élet kutatásában (1966), Gondolat, Budapest.
- Az élet princípiuma (1971), Gondolat, Budapest
- Un chemoton@–elmélet alapjai (1974), Fizikai Szemle.
- A Theory of Biochemical Supersystems and Its Application to Problems of Natural and Artificial Biogenesis (1979), Akadémiai, Budapest–University Park Press, Baltimore, ISBN 978-0839114116
- Chemotonelmélet I. A fluid automaták elméleti alapjai (1984), OMIKK, Budapest
- The Principle of Life (1987), OMIKK, Budapest
- Chemotonelmélet II. Az élő rendszerek elmélete (1989), OMIKK, Budapest
- The Principles of life (2003), Oxford Press Universitaria, ISBN 9780198507260
- Chemoton Theory. Vol. I. Theory of Fluid Machineries (2003), Kluwer Academic/Plenum Publishers, New York
- Chemoton Theory. Vol. II. Theory of Living Systems (2003), Kluwer Academic/Plenum Publishers, New York, ISBN 9780306477850